# Одреси
Одреси́ (фр. Haudrecy) — коммуна во Франции, находится в регионе Шампань — Арденны. Департамент — Арденны. Входит в состав кантона Ранве. Округ коммуны — Шарлевиль-Мезьер.
Код INSEE коммуны — 08216.
Коммуна расположена приблизительно в 195 км к северо-востоку от Парижа, в 95 км севернее Шалон-ан-Шампани, в 8 км к западу от Шарлевиль-Мезьера.

## Население
Население коммуны на 2008 год составляло 306 человек.
| 1962 | 1968 | 1975 | 1982 | 1990 | 1999 | 2008 |
| ---- | ---- | ---- | ---- | ---- | ---- | ---- |
| 113  | 118  | 143  | 170  | 196  | 266  | 306  |

## Экономика
В 2007 году среди 188 человек в трудоспособном возрасте (15—64 лет) 141 были экономически активными, 47 — неактивными (показатель активности — 75,0 %, в 1999 году было 70,9 %). Из 141 активных работали 131 человек (69 мужчин и 62 женщины), безработных было 10 (2 мужчин и 8 женщин). Среди 47 неактивных 14 человек были учениками или студентами, 20 — пенсионерами, 13 были неактивными по другим причинам.

## Фотогалерея

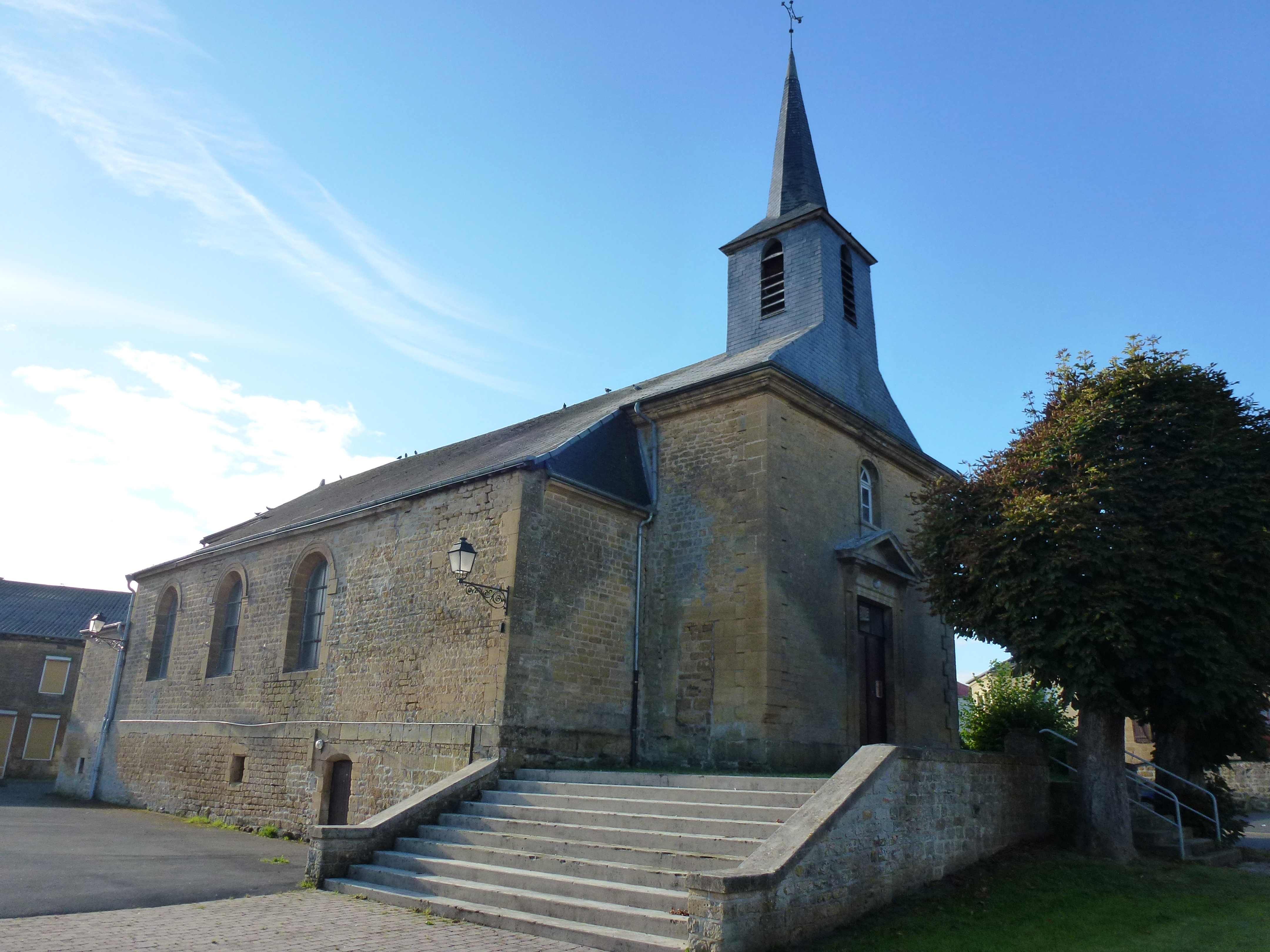
Церковь
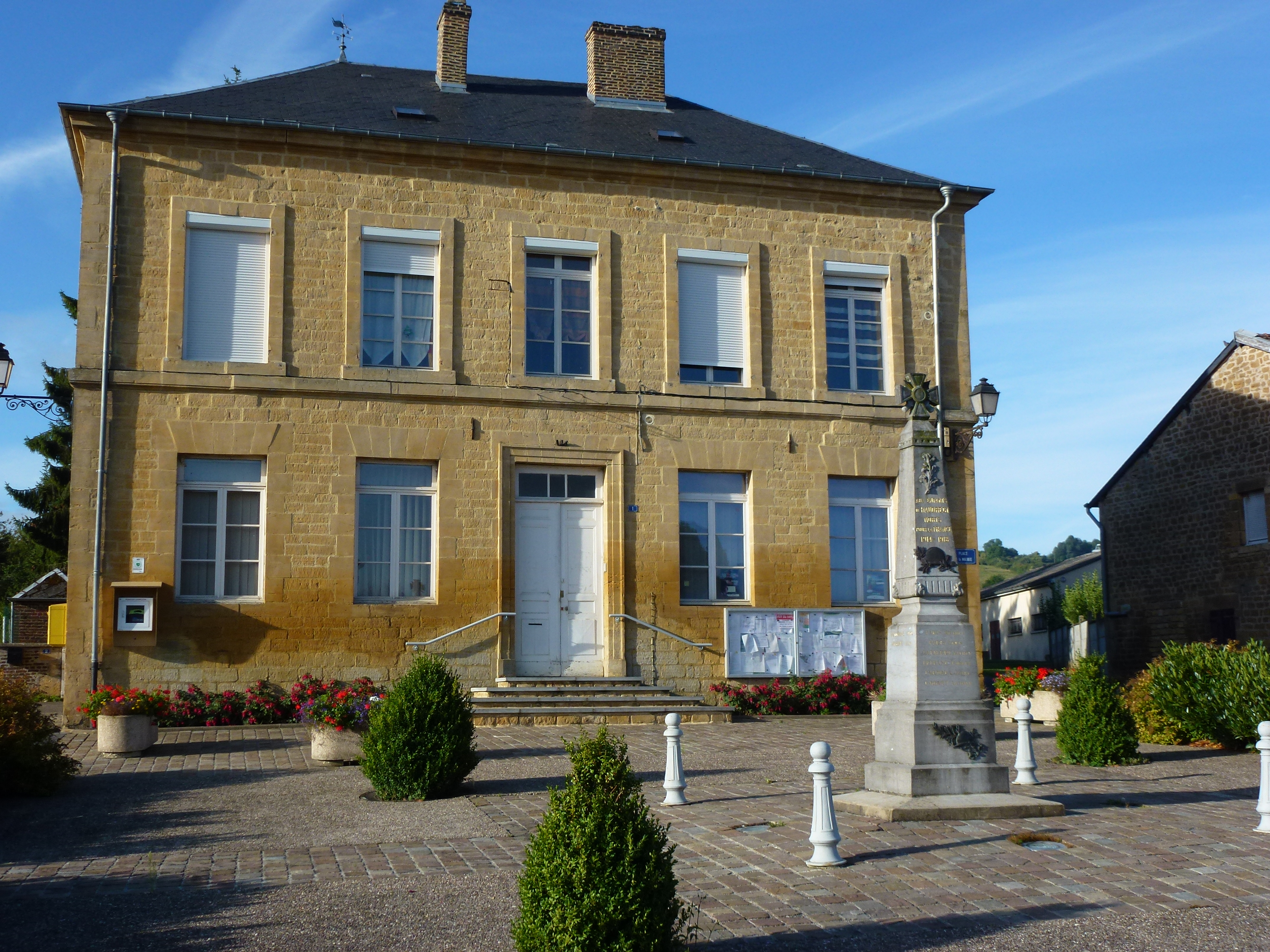
Мэрия
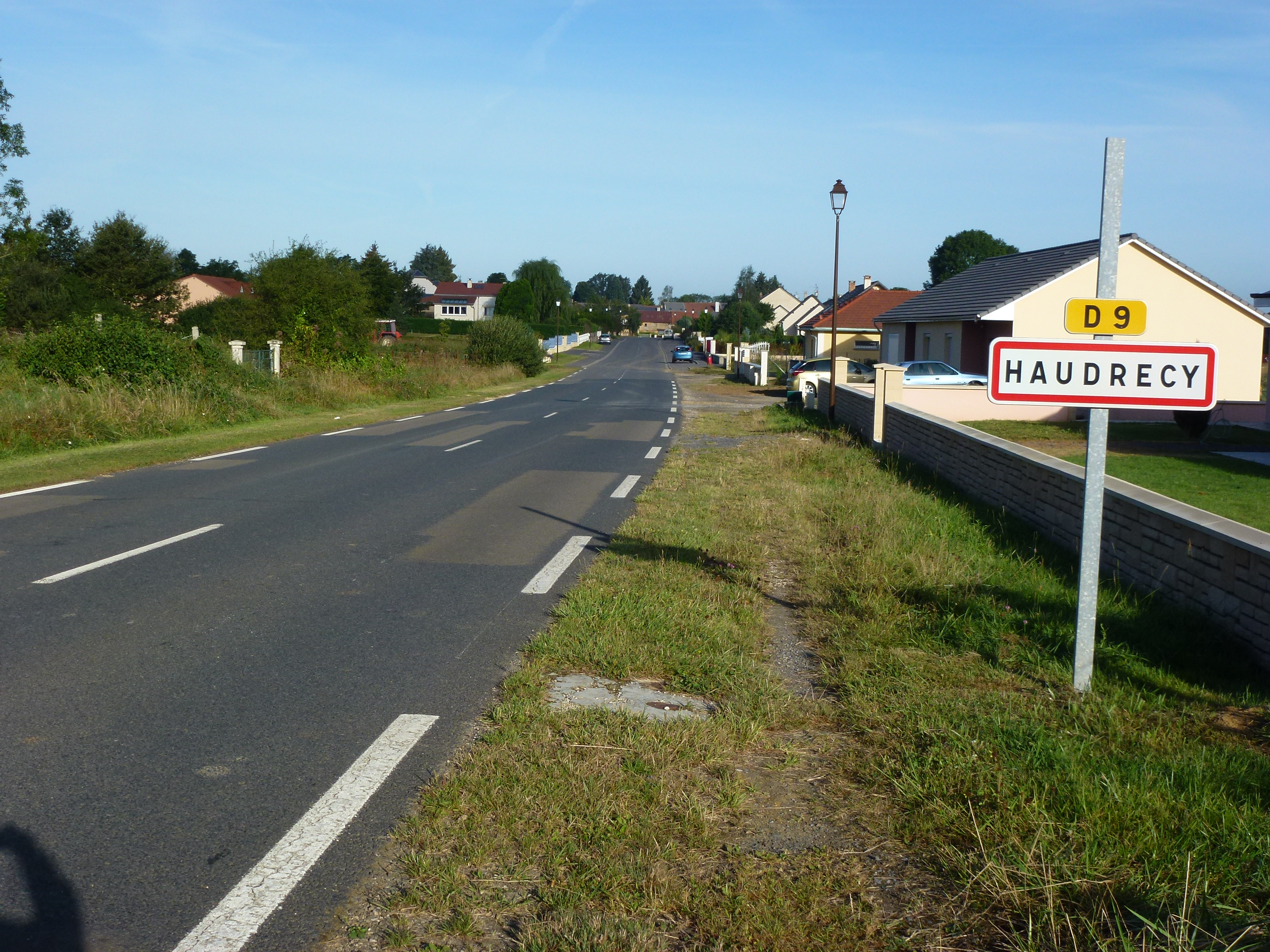
Въезд в Одреси
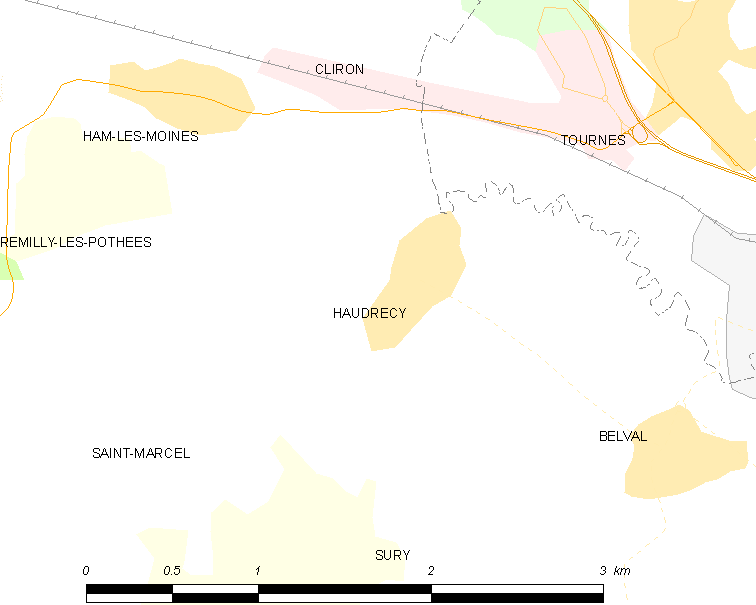
Карта коммуны